# Správní obvod obce s rozšířenou působností Havlíčkův Brod
Správní obvod obce s rozšířenou působností Havlíčkův Brod je od 1. ledna 2003 jedním ze tří správních obvodů rozšířené působnosti obcí v okrese Havlíčkův Brod v Kraji Vysočina. Čítá 57 obcí.
Města Havlíčkův Brod, Golčův Jeníkov a Přibyslav jsou obcemi s pověřeným obecním úřadem.

## Seznam obcí
Poznámka: Města jsou vyznačena tučně, městyse kurzívou.
- Bačkov
- Bartoušov
- Boňkov
- Břevnice
- Česká Bělá
- Dlouhá Ves
- Dolní Krupá
- Golčův Jeníkov
- Habry
- Havlíčkova Borová
- Havlíčkův Brod
- Herálec
- Horní Krupá
- Hurtova Lhota
- Chrtníč
- Kámen
- Knyk
- Kochánov
- Kojetín
- Krásná Hora
- Krátká Ves
- Květinov
- Kyjov
- Leškovice
- Lípa
- Lipnice nad Sázavou
- Lučice
- Michalovice
- Modlíkov
- Nová Ves u Leštiny
- Okrouhlice
- Okrouhlička
- Olešenka
- Olešná
- Podmoky
- Pohled
- Přibyslav
- Radostín
- Rozsochatec
- Rybníček
- Skorkov
- Skryje
- Skuhrov
- Slavníč
- Stříbrné Hory
- Šlapanov
- Štoky
- Tis
- Úhořilka
- Úsobí
- Veselý Žďár
- Věž
- Věžnice
- Vysoká
- Zvěstovice
- Ždírec
- Žižkovo Pole

## Obyvatelstvo
| Rok  | Obyv.  | ± %    |
| ---- | ------ | ------ |
| 1869 | 52 637 | —      |
| 1880 | 54 546 | +3,6 % |
| 1890 | 52 923 | −3 %   |
| 1900 | 53 360 | +0,8 % |
| 1910 | 56 543 | +6 %   |

| Rok  | Obyv.  | ± %    |
| ---- | ------ | ------ |
| 1921 | 56 413 | −0,2 % |
| 1930 | 56 341 | −0,1 % |
| 1950 | 51 684 | −8,3 % |
| 1961 | 52 538 | +1,7 % |
| 1970 | 52 398 | −0,3 % |

| Rok  | Obyv.  | ± %    |
| ---- | ------ | ------ |
| 1980 | 53 240 | +1,6 % |
| 1991 | 52 366 | −1,6 % |
| 2001 | 51 845 | −1 %   |
| 2011 | 52 205 | +0,7 % |
| 2021 | 52 056 | −0,3 % |